# Открытый чемпионат США по теннису 2015

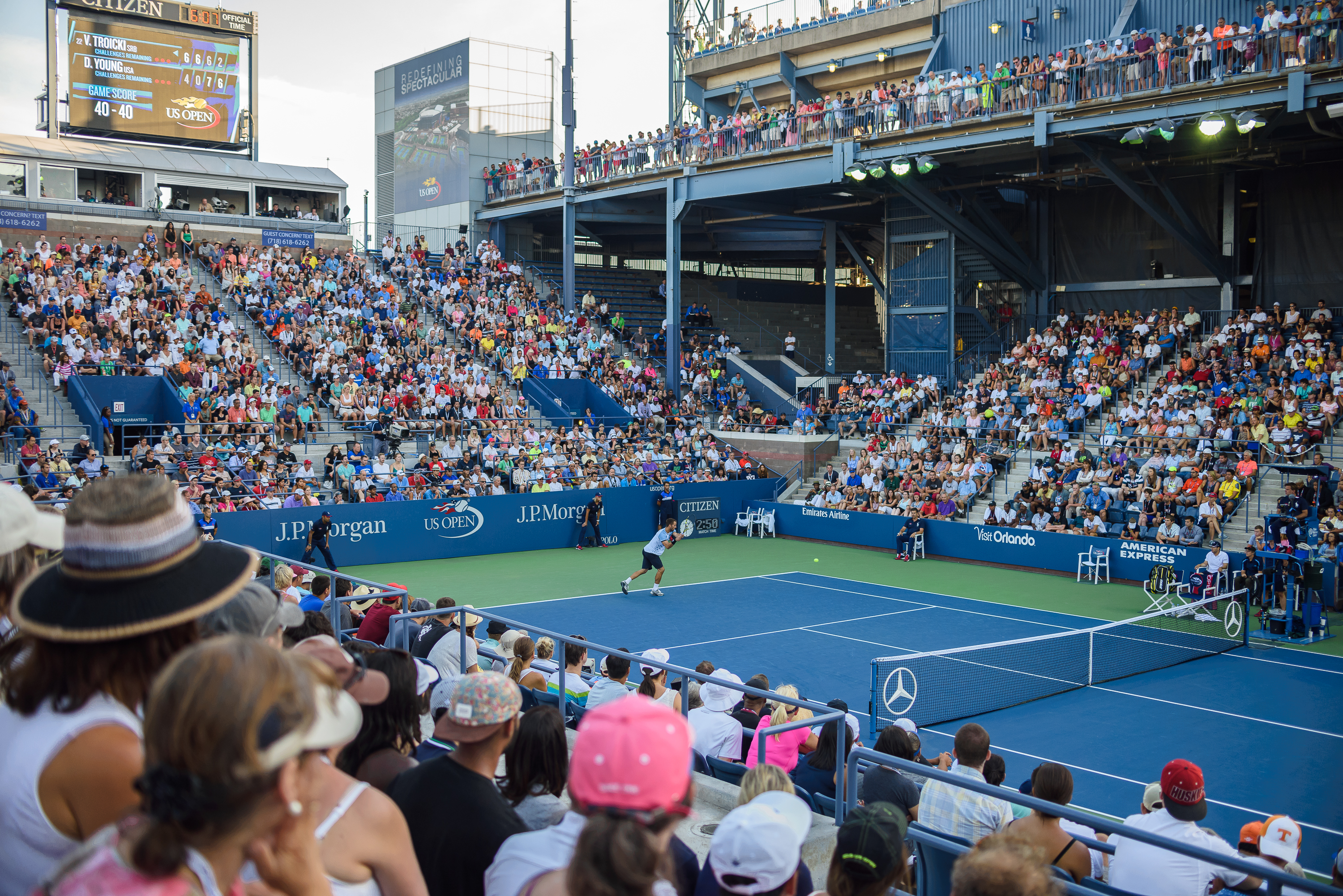
Во время матча третьего раунда мужского одиночного турнира

Открытый чемпионат США по теннису 2015 года — 135-й розыгрыш ежегодного профессионального теннисного турнира серии Большого шлема, проводящегося в американском городе Нью-Йорк на кортах местного Национального теннисного центра. Традиционно выявляются победители соревнования в девяти разрядах: в пяти — у взрослых и четырёх — у старших юниоров.
В 2015 году матчи основных сеток прошли с 31 августа по 13 сентября. Соревнование традиционно завершало сезон турниров серии в рамках календарного года. В 12-й раз подряд турниру предшествовала бонусная US Open Series для одиночных соревнований среди взрослых, шестёрка сильнейших по итогам которой, исходя из своих результатов на Открытом чемпионате США, дополнительно увеличивала свои призовые доходы.
Американка Серена Уильямс, выигравшая три предыдущих турнира Большого шлема 2015 года в одиночном разряде, претендовала на то, чтобы в случае защиты своего титула 2014 года стать первой с 1988 года теннисисткой, завоевавшей Большой шлем. В полуфинале Уильямс сенсационно уступила несеянной на турнире Роберте Винчи (6-2, 4-6, 4-6).

## US Open Series
| Поз. | Теннисист      | Очков | US Open 2015 | Бонусные призовые |
| ---- | -------------- | ----- | ------------ | ----------------- |
| 1    | Энди Маррей    | 145   | 4-й раунд    | $ 70 000          |
| 2    | Новак Джокович | 140   | Титул        | $ 500 000         |
| 3    | Джон Изнер     | 95    | 4-й раунд    | $ 17 500          |

| Поз. | Теннисистка       | Очков | US Open 2015 | Бонусные призовые |
| ---- | ----------------- | ----- | ------------ | ----------------- |
| 1    | Каролина Плишкова | 150   | 1-й раунд    | $ 15 000          |
| 2    | Серена Уильямс    | 145   | 1/2 финала   | $ 125 000         |
| 3    | Симона Халеп      | 140   | 1/2 финала   | $ 62 500          |

## Соревнования

### Взрослые

#### Мужчины. Одиночный разряд
Новак Джокович победил  Роджера Федерера со счётом 6-4 5-7 6-4 6-4.
- 18-й в карьере Джоковича финал турнира Большого шлема (10 побед и 8 поражений) и шестой финал на Открытом чемпионате США (вторая победа).
- Джокович сыграл в финале данного турнира пятый раз за последние шесть лет.
- 27-й в карьере Федерера финал турнира Большого шлема (17 побед и 10 поражений) и седьмой финал на Открытом чемпионате США (второе поражение).
- Джокович и Федерер второй раз играют здесь между собой в финале после 2007 года, когда Федерер выиграл в трёх сетах (это был первый в карьере финал турнира Большого шлема для 20-летнего Джоковича).
- 42-я встреча Джоковича и Федерера и 21-я победа Джоковича.

#### Женщины. Одиночный разряд
Флавия Пеннетта обыграла  Роберту Винчи со счётом 7-6(4), 6-2.
- 33-летняя Пеннетта стала самой возрастной теннисисткой в истории, впервые выигравшей турнир Большого шлема в одиночном разряде.
- Пеннетта стала второй в истории итальянкой, выигравшей любой турнир Большого шлема в одиночном разряде после Франчески Скьявоне.
- Первый в истории полностью итальянский финал турнира Большого шлема в любом взрослом разряде.
- Представительница Италии впервые в истории играет в финале Открытого чемпионата США и впервые побеждает.
- Для 32-летней Винчи и для 33-летней Пеннетты это дебютный в карьере финал турнира Большого шлема в одиночном разряде.

#### Мужчины. Парный разряд
Николя Маю /  Пьер-Юг Эрбер обыграли  Джейми Маррея /  Джона Пирса со счётом 6-4, 6-4.
- Третий финал турнира Большого шлема для 33-летнего Маю и первая победа.
- Второй финал турнира Большого шлема для 24-летнего Эрбера и первая победа.
- Пирс и Маррей второй раз подряд доходят до финала турнира Большого шлема после Уимблдона и второй раз проигрывают.

#### Женщины. Парный разряд
Саня Мирза /  Мартина Хингис обыграли  Кейси Деллакву /  Ярославу Шведову со счётом 6-3, 6-3
- Хингис и Мирза выиграли второй подряд турнир Большого шлема.
- 14-й финал турнира Большого шлема в парном разряде для Хингис и 11-я победа. Хингис третий раз побеждает на данном турнире в парах после 1998 и 2014 годов.
- Хингис выигрывает свой 20-й титул на турнирах Большого шлема в своём 30-м финале (5 побед в одиночном разряде, 11 в парном и 4 в миксте).
- Хингис выигрывает пятый турнир Большого шлема в 2015 году — три в парном разряде и два в миксте.
- Третий финал турнира Большого шлема в парном разряде для Мирзы — две победы и одно поражение.
- Пятый финал турнира Большого шлема в этом разряде для Шведовой и третье поражение.

#### Смешанный парный разряд
Мартина Хингис /  Леандер Паес обыграли  Бетани Маттек-Сандс /  Сэма Куэрри со счётом 6-4, 3-6, [10-7].
- Хингис выигрывает свой 3-й титул в миксте за сезон и 4-й за карьеру на соревнованиях Большого шлема.
- Паес выигрывает свой 3-й титул в миксте за сезон и 9-й за карьеру на соревнованиях Большого шлема.

### Юниоры

#### Юноши. Одиночный турнир
Тейлор Фриц обыграл  Томми Пола со счётом 6-2, 6-7(4), 6-2.

#### Девушки. Одиночный турнир
Далма Галфи обыграла  Софию Кенин со счётом 7-5, 6-4.

#### Юноши. Парный турнир
Феликс Оже-Альяссим /  Денис Шаповалов обыграли  Райли Смита /  Брэндона Холта со счётом 7-5, 7-6(3).

#### Девушки. Парный турнир
Виктория Кужмова /  Александра Поспелова обыграли  Анну Калинскую /  Анастасию Потапову со счётом 7-5 6-2.
- Представительница Словакии выходит в финал американского приза в третий раз в истории и впервые побеждает.
- Представительница России побеждает на американском турнире впервые с 2011 года.